# Thoracistus aureoportalis
Thoracistus aureoportalis är en insektsart som beskrevs av Rentz, D.C.F. 1988. Thoracistus aureoportalis ingår i släktet Thoracistus och familjen vårtbitare. Inga underarter finns listade i Catalogue of Life.